# Pogonatum borgenii
Pogonatum borgenii là một loài Rêu trong họ Polytrichaceae. Loài này được (Hampe) A. Jaeger miêu tả khoa học đầu tiên năm 1875.